# 尹小龙
尹小龙（1985年10月21日—），中国足球运动员。尹小龙原本在球場上司職前鋒，其后他的位置却越来越靠后，现在主要是司职后卫或后腰。

## 职业生涯
尹小龙在2004年被朱广沪首次挑入深圳健力宝一队，被视为是李毅的接班人，在同年中超联赛第10轮深圳队主场对阵上海国际的比赛是尹小龙首次为深圳队上场比赛。而在朱广沪带队期间，尹小龙就在深圳一队和二队之间进出。
2006年中超联赛第16轮深圳队客场对阵天津泰达，尹小龙下半场替补上场后不久因铲球犯规，而且辱骂裁判即被红牌罚下，随后被中国足协追加处罚，被处以停赛3场、罚款3000元。而尹小龙亦被深圳队罚款2000元。
尹小龙在2009年开始成为深圳队的主力球员並在中超联赛首轮深圳队对阵山东鲁能的比赛第70分钟，深足发起快速反击，栗鑫把球横拨给尹小龙。尹小龙眼看李雷雷位置靠前，用右脚巧妙挑起皮球，划过弧线飞过昔日队友李雷雷的头顶，擦着横梁直入球门。一勺子进球吊射打破卫冕冠军山东队的大门，让尹小龙名声大振。
2010年，尹小龙一度在右后卫的新位置上打上主力，后因態度問題被時任主帥高歌奇下放二队。在赛季结束后，尹小龙最终离开深圳红钻。
2011年，尹小龙加盟乙级联赛球队福建骏豪，助球隊獲得當賽季中乙第三名并通過附加賽沖甲成功。
2013年，骏豪队迁到石家庄更名石家庄永昌，尹小龙继续在球队效力。